# Bryce McLeod
Bryce McLeod   (Aberdeen, 23 de desembre de 1929 - Abingdon-on-Thames, 20 d'agost de 2014) va ser un matemàtic escocès.

## Vida i Obra
McLeod va néixer en una família d'enginyers i professors de matemàtiques. Després d'estudiar matemàtiques a la universitat d'Aberdeen, va obtenir una beca per continuar estudis a la universitat d'Oxford, en la qual es va doctorar el 1958 amb una tesi dirigida per Edward Titchmarsh, després de fer el seu servei militar entre 1953 i 1955.
Després de doctorar-se va ser professor de la universitat d'Edimburg fins al 1960 quan va acceptar una plaça docent al Wadham College de la universitat d'Oxford. El 1987, quan s'apropava la seva jubilació (obligatòria a Oxford), va marxar a la universitat de Pittsburgh on va romandre actiu uns altres vint anys, fins que es va retirar el 2007, tornant a Anglaterra.
McLeod va publicar unes cent cinquanta obres, incloent dos llibres de text, entre els quals destaca Classical methods in Ordinary Diferential Equations, escrit després de la seva jubilació. El seu principal camp de treball van ser les equacions diferencials i les seves aplicacions a la mecànica, a la física i a la biologia.